# Дубосарський повіт (Трансністрія)
Дубосарський повіт (рум. Județul Dubăsari) — адміністративно-територіальна одиниця губернаторства Трансністрія в роки Другої світової війни. Містився на території Придністров'я та Одещини. Центром повіту були Дубосари.

## Адміністративний устрій
Дубосарський повіт складався з міст Дубосари і Григоріополь та п'ятьох районів: Григоріопольського, Дубосарського, Захарівського, Окнянського і Чорнянського.
Керівництво повітом здійснювала префектура на чолі з префектом, а районами керували претури, які очолювали претори.